# Hans Grauert
Hans Grauert (Haren, Alemanha, 8 de fevereiro de 1930 — 4 de setembro de 2011) foi um matemático alemão.

## Publicações
- Grauert, Hans (1994), Selected papers. Vol. I, II, ISBN 978-3-540-57107-0, Berlin, New York: Springer-Verlag,